# Ludwig Schmidt (Rechtswissenschaftler)
Ludwig Schmidt (* 28. August 1928 in München; † 5. November 2011 in Baldham) war ein deutscher Steuerrechtler. Er war von 1971 bis 1993 Richter am Bundesfinanzhof und hat sich zudem als Herausgeber eines bis heute erscheinenden Kommentars zum Einkommensteuergesetz einen Namen gemacht.

## Leben
Schmidt war der Sohn des Brauereikaufmanns Ludwig Schmidt und seiner Frau Hermine, geborene Ecknigk. In München besuchte er von 1935 bis 1939 die Volksschule und im Anschluss die Maria-Theresia-Oberrealschule. Von Januar 1944 bis März 1945 diente er als Luftwaffenhelfer. Sein Abitur legte er 1948 ab. Von 1949 bis 1952 studierte er Rechtswissenschaft an der Universität München. Im Jahre 1953 promovierte er bei Alfred Hueck über „Mitbestimmungsrecht und Stellung der Gesellschafterversammlung“ zum Dr. iur. Während des Referendariats legte er zugleich die Prüfung zum Helfer in Steuersachen ab. Sein zweites Staatsexamen bestand er 1956 als Jahrgangsbester.
Seine Berufslaufbahn begann er im selben Jahr in der bayerischen Finanzverwaltung. Nach einer Beschäftigung im Rechtsreferat des Bayerischen Staatsministeriums der Finanzen arbeitete er von 1961 bis 1964 bei einem Finanzamt und bei der Oberfinanzdirektion München. Danach kehrte er ans Finanzministerium zurück und übernahm die Leitung des für Betriebsprüfung und Körperschaftsteuer zuständigen Referats.
Am 1. Dezember 1971 wurde er an den Bundesfinanzhof berufen und dem IV. Senat zugeteilt, der mit der Besteuerung von Personengesellschaften befasst ist. Nach seiner Ernennung zum Vorsitzenden Richter im Jahre 1987 stand er zunächst dem für Ertragsteuern zuständigen III. Senat vor. Ab 1989 führe er den Vorsitz im I. Senat, dessen Aufgabengebiet das Körperschaftsteuer- und Außensteuerrecht ist. Mit Erreichen der Altersgrenze ging er 1993 in den Ruhestand.
Seit 1972 hielt er an der Universität München regelmäßig Montagsvorlesungen. Im Jahre 1976 wurde er zum Honorarprofessor ernannt.

## Werk
Als wissenschaftliches Lebenswerk von Schmidt gilt der seit 1982 jährlich publizierte Kommentar zum Einkommensteuergesetz, den er bis zur 25. Auflage als Herausgeber betreute. Die Idee entwickelte er im Mai 1979 zusammen mit Albert Buchholz, dem damaligen Leiter des steuerrechtlichen Lektorats im Beck-Verlag. Für die Mitarbeit konnte er die drei jungen Steuerrechtler Walter Drenseck, Wolfgang Heinicke und Siegber Seeger gewinnen, mit denen er ab dem Frühherbst 1979 das Projekt realisierte. Jeder Bearbeiter trug dabei die alleinige Verantwortung für die von ihm übernommenen Vorschriften. Schmidt gab weder Anweisungen für die Erläuterungen noch redigierte er die Manuskripte.
Schmidt verstand das Steuerrecht nicht nur als Eingriffs-, sondern auch als Lastenverteilungsrecht. Er stand daher Steuersparmodellen ablehnend gegenüber.